# Сушко, Роман Кириллович
Рома́н Кири́ллович Сушко («Сыч», «Кондрат», 9 марта 1894, Ременов, Австро-Венгрия (ныне Львовская область Украины) — 12 января 1944, Львов) — военный и политический деятель УНР и ОУН, полковник Сечевых стрельцов, в 1939—1941 гг. — командир созданного вермахтом Украинского легиона.

## Биография
Родился в селе Ременов в Галиции (ныне Львовская область). Служил в составе Сечевых Стрельцов австро-венгерской армии, поручик 2-й сотни, участник боёв при Маковке и Лысоне. В 1916—1917 в российском плену. С 1918 — один из организаторов, позднее полковник Сечевых стрельцов УНР, командующий 11 (2) дивизии Сечевых стрельцов. Участвовал в подавлении Январского восстания рабочих в Киеве. С 1919 года до ликвидации подразделений Сечевых стрельцов интернирован поляками. С 1920 года — командир 16 бригады Сечевой дивизии.
Один из создателей Украинской войсковой организации. В конце октября 1921 года как начальник разведки Украинской войсковой организации участвовал в закончившемся провалом вторжении на территорию УССР в составе повстанческой группы под командованием генерала УНР Юрко Тютюнника, подготовленном эмигрантским правительством УНР (Симон Петлюра) и имевшем целью организацию «всенародного восстания против большевиков».
В 1927—1930 — краевой комендант УВО, несколько раз находился в польском заключении. В начале 1930-х — один из основателей и руководителей ОУН. В это время проживал в эмиграции в Вене.
В начале немецко-польской кампании (1939) возглавил созданный немцами так называемый «Украинский легион» (команда «Bergbauernhilfe»), который дошёл до города Стрый. После передачи Галиции СССР Украинский легион возвратился в Генерал-губернаторство и не принимал участия в дальнейших боевых действиях.
С конца 1939 года жил в Кракове. Был назначен руководителем («проводником») ОУН на территории Генерал-губернаторства (1939—1941), где создал сеть ОУН и содействовал созданию УЦК.
Выступил против инициированного Бандерой раскола ОУН (1940), после раскола принадлежал к фракции А. Мельника.
С лета 1941 года, после нападения Германии на СССР находился во Львове.
В 1942—1943 пытался достичь соглашения с немецким военным командованием и руководством ОУН(Б). Был одним из организаторов дивизии «Галичина», хотя и отказался войти в её Военную управу. В конце 1943 года начал формировать «легион смертников», с котором хотел совершить рейд по тылам советских войск. Одновременно пытался наладить отношения с представителями США и Великобритании.
Убит 12 января 1944 года неизвестными. Сторонники ОУН-М (мельниковцев) обвиняли в убийстве ОУН-Б (бандеровцев); некоторые историки считают, что Сушко ликвидировали немцы.